# Deli Jovan
Der Deli Jovan (kyrill. Дели Јован) ist ein Berg in Ostserbien, der etwa 250 km von Belgrad entfernt ist und sich in der Nähe von Negotin und Bor befindet.
Der Deli Jovan gehört zum Gebirgssystem der Serbischen Karpaten, die zum südlichsten Teil des Karpatenbogens gehören und die während der Alpidischen Orogenese entstanden sind. Der Berg erstreckt sich hauptsächlich von Norden nach Süden, ist etwa 19 Kilometer lang und grenzt im Norden vom Dorf Plavna bis zum Berg Tilva Njagra im Süden.
Auf dem Berg herrscht ein subkontinentales Klima. Der höchste Gipfel dieses Berges ist der Crni Vrh (Schwarzer Gipfel).